# John 40
Géner García Molina, conocico como Francisco Javier Builes o John 40 (San Martín, Meta, 23 de agosto de 1963), es un guerrillero colombiano, miembro de las Fuerzas Armadas Revolucionarias de Colombia- Ejército del Pueblo (FARC-EP) y luego del grupo disidente Segunda Marquetalia.

## Biografía
Molina es nieto del guerrillero Roque Molina, alias "El Diablo" que en la década de 1960 fue uno de los campesinos que se alzaron en armas junto a Manuel Marulanda, alias "Tirofijo", tras la Operación Soberanía de ataque a Marquetalia, en el municipio de Planadas (Tolima). Molina fue criado en la inspección de Medellín del Ariari, en zona rural del municipio de El Castillo (Meta) y, según las autoridades, tiene presuntamente 7 hermanos. Cursó estudios hasta quinto de primaria en la década de 1980 hasta que ingresó a las Juventudes Comunistas (JUCO), donde llegó a ser Secretario.

### Militancia en las FARC-EP
En la JUCO, Molina ingresó al Frente 31 de las FARC-EP, llegando a ser cabecilla del Frente 43 de las FARC-EP y segundo detrás de Tomás Medina Caracas 'Negro Acacio', con quien manejó los negocios de narcotráfico, desde 2003 fue objetivo de la Operación Emperador, entre otras operaciones de las Fuerzas Militares en el Meta.

#### Operación Alfil: Computadores de John 40
El 3 de septiembre de 2008, la Fuerza de Tarea Conjunta Omega de las Fuerzas Militares de Colombia llevaron a cabo la Operación Alfil en Puerto Cachimo, Guaviare, en la que bombardearon, según autoridades colombianas, el campamento de John 40.
Tras la operación, el entonces Ministro de Defensa, Juan Manuel Santos, confirmó que habían incautado tres computadores y 40 memorias USB encontradas, con cerca de 1.7 gigas de información. Los computadores y las memorias, según el ministro Santos, tendrían más información que la encontrada en los computadores de Raúl Reyes, miembro del Secretariado de las FARC-EP, quien fuera abatido 6 meses atrás. Aseguró que John 40 había sido herido tras el bombardeo pero logró escapar; no obstante, en ese bombardeo murieron 9 guerrilleros y 4 más fueron capturados.
El entonces Director de la Policía Nacional de Colombia, General Óscar Naranjo, aseguró que los equipos decomisados a John 40 revelaron detalles de cómo las FARC-EP "se financian del narcotráfico y quién está vinculado a ese negocio ilegal dentro y fuera de esa guerrilla". También se encontró información para reclutar menores de edad y ser entrenados en la manipulación de explosivos.

#### Presunto juicio dentro de las FARC-EP
El diario El Tiempo reportó el 11 de septiembre de 2010 que John 40 estaría retenido por las FARC-EP, como castigo por el despilfarro y robo de dinero a la organización, debido a la vida de lujos que se daba. Según unos correos electrónicos encontrados en computadores incautados a las FARC-EP en Meta y Guaviare al recién abatido miembro del Secretariado de las FARC-EP, Jorge Briceño Suárez, este le escribe a los demás miembros del secretariado informándoles que John 40 habría intentado fugarse con dinero de la guerrilla producto del narcotráfico y estaría siendo custodiado constantemente por 8 guerrilleros. También habla de realizar un "juicio revolucionario" (juicio de las FARC-EP) a John 40 tras el bombardeado del Ejército por dejar perder a 3 de sus jefes guerrilleros en el ataque.
Al parecer otro miembro del Secretariado, Iván Márquez, pidió cuentas del dinero que estaba manejando John 40. En el juicio revolucionario, el Secretariado le habría aplicado cargos de "despilfarrar las finanzas de las FARC-EP" y "hacer quedar a la guerrilla al nivel de bandidos narcotraficantes". El Secretariado tomó la decisión de "degradarlo, quitarle el mando, desterrarlo y confinarlo en una prisión fariana" según los documentos. Tras el despilfarro de dinero y los continuos ataques de las Fuerzas Militares de Colombia, el Frente 43 y el Frente 39 de las FARC-EP fueron reducidos a pequeñas estructuras que terminaron desapareciendo.

### Deserción del proceso de paz y disidencia
John 40 se declaró en desacuerdo con los acuerdos de paz firmados entre el gobierno y las FARC-EP en 2016, que acabó la confrontación armada y terminó con la desaparición de las FARC-EP como grupo insurgente, siendo expulsado de la guerrilla declarándolo desertor. Luego de la firma de paz John 40, al igual que otros antiguos miembros de las FARC-EP, pasan de nuevo a la clandestinidad y a ser objetivos de persecución, una vez más, por parte de la Fuerza Pública, ya que el único objetivo de estos es retomar el control de las actividades relacionadas al narcotráfico en el sur de país. Desde octubre de 2017 John 40, al igual que Gentil Duarte, tiene circular roja de la Interpol. Se presume que se encuentra en Venezuela ayudando a las disidencias de las FARC-EP a comercializar la droga que éstas procesan en Colombia para el exterior.
En abril de 2021 reaparece junto a Iván Márquez, jefe de la autodenominada Segunda Marquetalia, en un vídeo dirigido a la opinión pública lo que confirma su alianza con este último y su distancia con alias 'Gentil Duarte'.En declaración sobre los enfrentamientos de Apure (Venezuela) de 2021.